# ホナタン・クベロ
ホナタン・クベロ（Jonathan Cubero, 1994年1月15日 - ）は、ウルグアイ・モンテビデオ出身のサッカー選手。ラシン・クラブ・デ・モンテビデオ所属。ポジションはゴールキーパー。

## 経歴
デビュー戦は2010年12月4日に行われたリベルプールFC戦。

## 代表
2011年にメキシコで行われたFIFA U-17ワールドカップでは、大会最優秀ゴールキーパーに選出され、チームの準優勝に貢献した。